# Ivair Ferreira
Ivair Ferreira, beter bekend als Ivair (Bauru, 27 januari 1945 – São Paulo, 15 augustus 2024), was een Braziliaanse voetballer.

## Biografie
Ivair begon zijn carrière bij Portuguesa in 1963. De beste notering met de club was de tweede plaats in het Campeonato Paulista in 1964. Na een kort verblijf bij Corinthians in 1970 speelde hij vijf jaar voor Fluminense en won daar in 1971 en 1973 het Campeonato Carioca mee. In 1975 trok hij naar het Canadese Toronto Metros-Croatia en werd er in 1976 kampioen mee in de NASL. Na zijn verblijf daar speelde hij nog voor enkele Amerikaanse clubs.
Op 18 mei 1966 speelde hij zijn enige interland voor Brazilië in een vriendschappelijke wedstrijd tegen Wales.
Ferreira overleed op 15 augustus op 79-jarige leeftijd aan kanker.